# Principio de Dilbert

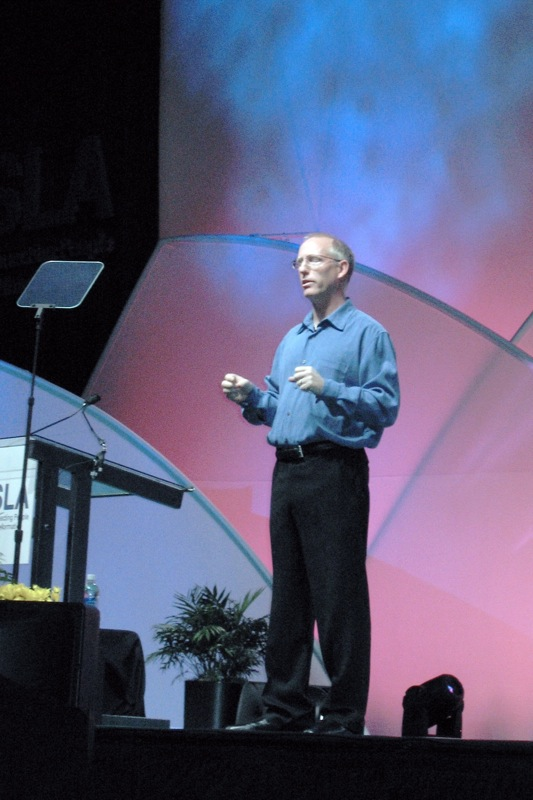
Scott Adams en 2007.

El principio de Dilbert alude a una observación satírica de los años 1990 que afirma que las compañías tienden a ascender sistemáticamente a sus empleados menos competentes a cargos directivos para limitar así la cantidad de daño que son capaces de provocar.
El término fue acuñado por Scott Adams, un graduado MBA de la Universidad de Berkeley y creador de la tira cómica Dilbert. Adams explicó el principio en un artículo del Wall Street Journal de 1996. Adams amplió entonces su estudio del principio de Dilbert en un libro satírico de 1996 con el mismo título, que es lectura obligatoria o recomendada en algunos cursos de gestión y MBA. Se han vendido más de un millón de ejemplares del libro y permaneció 43 semanas en la lista de los más vendidos del New York Times.
Aunque los académicos pueden rechazar la veracidad del principio, señalando que contradice las técnicas de gestión de recursos humanos tradicionales, se originó como una forma de sátira sobre un asunto muy discutido en el mundo empresarial. Desde entonces la teoría ha cosechado cierto apoyo de negocios y gestores. Por ejemplo, Guy Kawasaki de Apple Computer dijo: 

Hay dos tipos de compañías, las que reconocen que son exactamente como la de Dilbert y las que también lo son pero aún no lo saben.

El principio de Dilbert es una variación del principio de Peter, que trata sobre la práctica de las organizaciones jerárquicas de usar los ascensos como forma de recompensar a los empleados que demuestran ser competentes en sus puestos actuales, afirmando que, debido a esta práctica, un empleado competente terminará siendo ascendido a un puesto en el que será incompetente, y donde permanecerá. El principio de Dilbert, de otra forma, indica que los empleados incompetentes son ascendidos intencionadamente para evitar que produzcan daños (como reducir la calidad del producto, ofender a los clientes, a los empleados, etcétera). El Principio de Dilbert utiliza la idea de que en determinadas situaciones, los puestos superiores de una organización pueden tener muy poca relevancia en la producción real y que la mayoría del trabajo productivo y real en una compañía se hace por personas de la parte baja de la escala de poder. Es también posible ver ambos principios simultáneamente en una misma organización.